# Villa Cerro Azul
Villa Cerro Azul é uma comuna da província de Córdoba, na Argentina.